# 細胞内共生説
細胞内共生説（さいぼうないきょうせいせつ、endosymbiotic theory）とは、真核生物の起源を説明する仮説。真核生物がもつ細胞小器官、特にミトコンドリアや葉緑体は細胞内共生した好気性細菌（アルファプロテオバクテリア）およびシアノバクテリアに由来するとする。1883年にフランスの植物学者アンドレアス・シンパーが葉緑体の起源に関連して、2つの生物の共生という概念を提唱した。その後、1905年にロシアの植物学者コンスタンティン・メレシュコフスキーがより明確に定式化し、1967年にアメリカの生物学者リン・マーギュリスによってさらに大きく発展した。

## 概要
マーギュリスが唱えた説の内容は、
1. 細胞小器官のうち、ミトコンドリア、葉緑体、中心体および鞭毛が細胞本体以外の生物に由来すること。
2. 酸素呼吸能力のある細菌が細胞内共生をしてミトコンドリアの起源となったこと。
3. スピロヘータが細胞表面に共生したものが鞭毛の起源となり、ここから中心体が生じたこと。
4. 藍藻が細胞内共生して葉緑体の起源になったこと

である。
このように、当初の説では鞭毛も共生由来としていたが、これには誤解がある（鞭毛自体にはDNAは見つかっていない）。しかし、当時はこれだけが特に不自然であるとは思われていなかったようである

## 歴史
ミトコンドリアや葉緑体などの細胞小器官はその形態などの特徴から共生微生物に由来するものではないかとする考えが古くからあった。
ロシアの植物学者コンスタンチン・メレシュコフスキーは、1905年の著作『植物界における色素体の性質と起源』で共生説（ギリシャ語：σύν syn「共に」、βίος bios「生命」、γένεσις genesis「起源、誕生」）の概要を初めて示し、さらに1910年には『生物の起源に関する新しい研究、共生遺伝の基本としての二つのプラズム論』でこれを詳しく説明している。メレシュコフスキーは、1883年に緑色植物の葉緑体の分裂が自由生活するシアノバクテリアのそれと酷似していることを観察した植物学者アンドレアス・シンペルの研究を知っており、彼自身、緑色植物が二つの生物の共生結合から発生したと暫定的に提案していた（脚注）。1918年には、フランスの科学者ポール・ジュール・ポルティエ [fr]が『共生者』を出版し、ミトコンドリアの起源は共生の過程から生まれたと主張した。1920年代には、イワン・ワリンがミトコンドリアの起源は内共生であるという考えを唱えた。ロシアの植物学者ボリス・コゾポリアンスキーは、この説をダーウィン進化論の観点から説明した最初の人物となった。1924年に出版された『生物学の新原理』の中で。Essay on the Theory of Symbiogenesis "の中で、"共生説は共生現象に依拠した淘汰説である "と書いている。
これらの理論は、シアノバクテリアと葉緑体の電子顕微鏡による詳細な比較（例えば1961年と1962年に発表されたハンス・リスの研究）と、プラスティドとミトコンドリアが独自のDNA（その段階では生物の遺伝物質として認識されていた）を持っているという発見があいまって、1960年代に共生説が復活するまでは支持されることがなかった。リン・マーグリスは、1967年の論文「分裂細胞の起源について」の中で、微生物学的証拠を用いてこの説を展開し、立証している。1981年に発表した「細胞進化における共生」では、真核細胞は相互作用する生物の共同体として誕生したと主張し、その中には真核生物の鞭毛や繊毛に発展した内部共生のスピロヘータが含まれている。鞭毛はDNAを持たず、超微細構造も細菌や古細菌と類似していないため、この最後の考えはあまり受け入れられていない（鞭毛の進化と原核生物の細胞骨格の項も参照のこと）。マーグリスとドリオン・セーガンによれば、「生命は戦闘によってではなく、ネットワークによって地球を支配した」（すなわち、協力によって）のであるという。ドゥベは、ペルオキシソームが最初の細胞内共生体であり、地球大気中の酸素分子の増加に細胞が耐えられるようにしたのであろうと提唱した。しかし、現在では、ペルオキシソームはデノボで形成される可能性があり、共生生物由来という考えとは矛盾している。
現在では、ミトコンドリアや葉緑体の起源は共生であるという基本的な説が広く受け入れられている。
反対説として中村運の「膜進化説」などがあるが、その主張は認められていない。

## 細胞内共生説を支持する証拠
まず、細胞内の共生という現象はさほど特殊なものではない。原生生物においても共生の事例は数多い。藻類を細胞内共生させる繊毛虫や刺胞動物もある。超鞭毛虫に於いて、一部の鞭毛が実はスピロヘータの共生しているものであった例も知られる。
他方、葉緑体やミトコンドリアは他の細胞器官と異なって、それぞれが分裂によって半自律的に増殖し、しかも独自の遺伝子を持っていることが知られている。そのため、葉緑体やミトコンドリアによって生じる生物の形質には、メンデル遺伝に従わない例がある（細胞質遺伝）。また、葉緑体自身がDNAを持っているので、それを元に蛋白質合成をするためのリボソームも葉緑体に独自のものがある。しかも、塩基配列の比較により、リボゾームRNAが細胞本体のものと異なり細菌（真正細菌）のそれに近いことも知られるようになったため、いよいよこれが本来は独自の生物であると考えられるようになったのである。
また、Carsonella ruddiiのように現在進行形で細胞内小器官化しつつあると思われる微生物も発見されたことなどもあり、細胞内共生説はほぼ定説化している。

## その後の展開
その後、細胞内共生説は、ほぼ定説とされている。
もちろん、変わった部分もある。まず、鞭毛については共生起源の可能性は否定された。他方、ペルオキシソームが新たに共生起源である可能性が示唆されている。また、真核生物の本体は真正細菌より古細菌に共通する点が多く、古細菌に近い生物に真正細菌が細胞内共生したのが真核生物の起源だとする考えが有力である。
そして、原生生物の中では、新たな形での細胞内共生の例が多数発見された。藻類の葉緑体は、高等植物のものと比べて、複雑な形のものが多く、それらの中には、二重膜ではなく、三重、四重の膜に包まれたもの、あるいはその中にはっきりとした核のような構造を持つものがある。
これらが、細胞内に葉緑体を持つ真核単細胞生物を、別の真核生物が取り込んだことから生じたものだということがわかってきた。すなわち、細胞内共生体を持つ細胞を、細胞内共生(二次共生)させているわけである（→二次植物）。
なお一部の藻類、原生生物はさらに細胞内共生を繰り返して成立したといわれている。